# Acremonium spicatum
Acremonium spicatum är en svampart som beskrevs av Bonord. 1851. Acremonium spicatum ingår i släktet Acremonium, ordningen köttkärnsvampar, klassen Sordariomycetes, divisionen sporsäcksvampar och riket svampar.   Inga underarter finns listade i Catalogue of Life.